# Deacon Jones (manzana)
Deacon Jones es una  variedad cultivar de manzano (Malus domestica). 
Según S.A. Beach, autor de « "The Apples of New York" » ("Las manzanas de Nueva York") (publicado en 1903), el 'Deacon Jones' se originó en Pensilvania (EE. UU.) Como una plántula casual de semilla a fines del siglo XIX y fue presentado por J.S. Ford de Pittsford, Nueva York. "La forma de la fruta y el carácter del núcleo indicaron que esta variedad puede ser una plántula de 'Yellow Bellflower'", sugirió Beach. Zona de rusticidad según el departamento USDA, de nivel 4.

## Historia
'Deacon Jones' es una variedad de manzana que según S.A. Beach, autor de « "The Apples of New York" » ("Las manzanas de Nueva York") (publicado en 1903), el 'Deacon Jones' se originó en Pensilvania (EE. UU.) Como una plántula casual de semilla a fines del siglo XIX y fue presentado por J.S. Ford de Pittsford, Nueva York. "La forma de la fruta y el carácter del núcleo indicaron que esta variedad puede ser una plántula de 'Yellow Bellflower'", sugirió Beach.

## Características
'Deacon Jones' árbol de extensión erguida, de vigor moderadamente vigoroso, portador de espuela. Tiene un tiempo de floración que comienza a partir del 7 de mayo con el 10% de floración, para el 12 de mayo tiene una floración completa (80%), y para el 20 de mayo tiene un 90% caída de pétalos. Presenta cosechas anuales.
'Deacon Jones' tiene una talla de fruto de medio a grande; forma cónica a cónica larga, con altura de 63.00mm y anchura de 70.50mm; con nervaduras débiles; epidermis dura con color de fondo es verde, con un sobre color naranja, importancia del sobre color medio-alto, y patrón del sobre color chapa presentando un lavado rojo mate profundo que cubre la mitad o casi toda la manzana; presenta abundantes lenticelas de "russeting", "russeting" (pardeamiento áspero superficial que presentan algunas variedades) medio; cáliz mediano y parcialmente abierto, ubicado en una cuenca moderadamente profunda y estrecha que está rodeada por una corona claramente protuberante e irregular; pedúnculo corto y delgado; carne es de color crema amarillento, de grano fino, firme y crujiente. Sabor jugoso y moderadamente dulce, ligeramente picante con sabores de melón.
Su tiempo de recogida de cosecha se inicia a mediados de octubre. Se mantiene bien durante cinco meses en cámara frigorífica.

## Usos
Una buena manzana de uso de postre fresca en mesa, y buena en cocina.

## Ploidismo
Diploide, auto estéril. Grupo de polinización: D, Día 12.